# Thecostele
Thecostele — род многолетних эпифитных симподиальных травянистых растений семейства Орхидные (Orchidaceae). Единственный вид — Thecostele alata.
Все виды рода Thecostele входят в Приложение II Конвенции CITES. Цель Конвенции состоит в том, чтобы гарантировать, что международная торговля дикими животными и растениями не создаёт угрозы их выживанию.

## СинонимыThecostele alata
По данным Королевских ботанических садов в Кью:

Гомотипные синонимы:
- Cymbidium alatum Roxb., 1832 basionym

Гетеротипные синонимы:
- Thecostele zollingeri Rchb.f., 1857
- Collabium wrayi Hook.f., 1890
- Thecostele maculosa Ridl., 1893
- Pholidota elmeri Ames, 1912
- Thecostele wrayi (Hook.f.) Rolfe, 1912
- Thecostele elmeri (Ames) Ames, 1914
- Thecostele poilanei Gagnep., 1931
- Collabium annamense Gagnep., 1950

## Распространение
Бангладеш, Мьянма, Таиланд, Малайзия, Лаос, Вьетнам, Борнео, Ява, Суматра, Филиппины.
Вечнозеленые, полу-широколиственные и широколиственные леса, а также в сухие леса саванного типа на высотах от уровня моря до 1800 метров над уровнем моря.

## Биологическое описание
Псевдобульбы овальные, слегка сжатые с боков, однолистные, глубоко бороздчатые.
Листья апикальные, тонко кожистые.
Соцветия от 15 до 50 см длиной, несут от 20 до 40 последовательно открывающихся цветков.
Цветение длится от 2 до 3 месяцев, происходит в начале весны.
Цветки слегка ароматные, сложного строения.

## Виды
По данным Королевских ботанических садов в Кью в настоящее время род включает только один вид Thecostele alata.
Ранее к роду Thecostele относили следующие виды:
- Thecostele elmeri (Ames) Ames, 1914 = Thecostele alata
- Thecostele maculosa Ridl., 1893 = Thecostele alata
- Thecostele maingayi Hook.f., 1890 = Thecopus maingayi
- Thecostele poilanei Gagnep., 1931 = Thecostele alata
- Thecostele quinquefida Hook.f., 1890 = Thecopus maingayi
- Thecostele secunda Ridl., 1896 = Thecopus secunda
- Thecostele wrayi (Hook.f.) Rolfe, 1912 = Thecostele alata
- Thecostele zollingeri Rchb.f., 1857 = Thecostele alata

## В культуре
Температурная группа — тёплая.
Обильный полив в период активной вегетации. В конце лета — начале осени полив постепенно уменьшают. В период покоя, до появления новых побегов растения практически не поливают.